# Voltage
"Voltage" är en låt framförd av den sydkoreanska tjejgruppen Itzy. Den gavs ut som gruppens första japanska maxisingel den 6 april 2022 genom Warner Music Japan. Singeln innehåller fyra spår, inklusive titelspåret "Voltage" och b-sidan "Spice" samt instrumentala versioner av båda låtarna.

## Komposition
"Voltage" skrevs av Mayu Wakisaka, som har skrivit några av Twice hitlåtar såsom "Candy Pop" och "Knock Knock". Den har beskrivits som en poprock-låt karakteriserad av stark rap. Texten handlar om att "Vi kommer att fortsätta självsäkert framåt" genom att jämföra gruppens livliga energi med låttiteln "Voltage". Den är komponerad i F-moll med ett tempo på 107 slag per minut.

## Musikvideo
Videon till låten publicerades på Itzys japanska Youtube-kanal den 22 mars 2022. Den regisserades av Naive Creative Production.

## Medverkande
Information från Melon.
- Itzy – sång
- Mayu Wakisaka – sångtext
- Charlotte Wilson – komposition, arrangemang
- Frankie Day (THE HUB) – komposition, arrangemang
- Ayushy – komposition,  arrangemang
- THE HUB 88 (THE HUB) – komposition, arrangemang
- SELAH – komposition, arrangemang